# Plagiothecium
Plagiothecium  è un genere di muschi della famiglia Plagiotheciaceae.

## Tassonomia
Il genere comprende le seguenti specie:
- Plagiothecium angusticellum Wolski & Nowicka-Krawczyk
- Plagiothecium bellirete Müll. Hal.
- Plagiothecium berggrenianum Frisvoll
- Plagiothecium cavifolium (Brid.) Z.Iwats.
- Plagiothecium ceylonense Broth. ex Dixon
- Plagiothecium cochleatum Dixon
- Plagiothecium conostegium Herzog
- Plagiothecium cordifolium Laz.
- Plagiothecium curvifolium Schlieph. ex Limpr.
- Plagiothecium decoratum J.T. Wynns
- Plagiothecium decursivifolium Kindb.
- Plagiothecium denticulatum (Hedw.) Schimp.
- Plagiothecium draytonii (Sull.) E.B.Bartram
- Plagiothecium entodontella Broth. ex Dixon
- Plagiothecium euryphyllum (Cardot & Thér.) Z.Iwats.
- Plagiothecium falklandicum (Cardot & Broth.) M.E.Newton
- Plagiothecium fallax Cardot & Thér.
- Plagiothecium flaccidum (Brid.) Wolski & W.R.Buck
- Plagiothecium formosicum Broth. & Yasuda
- Plagiothecium funale J.T. Wynns
- Plagiothecium georgicoantarcticum (Müll. Hal.) Kindb.
- Plagiothecium herzogii Thér.
- Plagiothecium ikegamii Sakurai
- Plagiothecium imbricatum Wolski & W.R.Buck
- Plagiothecium japonicum Sakurai
- Plagiothecium laetum Schimp.
- Plagiothecium lamprostachys (Hampe) A.Jaeger
- Plagiothecium lancifolium Debeaux
- Plagiothecium latebricola Schimp.
- Plagiothecium lonchochaete Müll. Hal.
- Plagiothecium longisetum Lindb.
- Plagiothecium lucidum (Hook.f. & Wilson) Mitt.
- Plagiothecium mildbraedii Broth.
- Plagiothecium monbuttoviae (Müll. Hal.) A.Jaeger
- Plagiothecium neckeroideum Schimp.
- Plagiothecium nemorale (Mitt.) A.Jaeger
- Plagiothecium nitens Dixon
- Plagiothecium nitidifolium (Mitt.) A.Jaeger
- Plagiothecium novae-seelandiae Broth.
- Plagiothecium novogranatense (Hampe) Mitt.
- Plagiothecium obtusissimum Broth.
- Plagiothecium orthocarpum Mitt.
- Plagiothecium otii Sakurai
- Plagiothecium ovalifolium Cardot
- Plagiothecium pacificum J.T. Wynns
- Plagiothecium perminutum Dixon
- Plagiothecium platycladum (Cardot) Broth.
- Plagiothecium platyphyllum Mönk.
- Plagiothecium rhizolucidum J.T. Wynns
- Plagiothecium rossicum Ignatov & Ignatova
- Plagiothecium sakuraii Reimers
- Plagiothecium schofieldii Wolski & W.R. Buck
- Plagiothecium shevockii S. He
- Plagiothecium shinii Sakurai
- Plagiothecium simonovii L.I. Savicz & Smirnova
- Plagiothecium subantarcticum J.T. Wynns
- Plagiothecium subglaucum Thwaites & Mitt.
- Plagiothecium subjulaceum (Meyl.) Jedl.
- Plagiothecium succulentum (Wilson) Lindb.
- Plagiothecium svalbardense Frisvoll
- Plagiothecium talbotii Wolski & W.R. Buck
- Plagiothecium tenue (Jedl.) Wolski & W.R.Buck
- Plagiothecium tjuzenii Ihsiba
- Plagiothecium uematsui Broth. ex Ihsiba
- Plagiothecium undulatum (Hedw.) Schimp.
- Plagiothecium vesiculariopsis Dixon & P. de la Varde